# Hertener Löwen
L'Hertener Löwen è una società cestistica avente sede a Herten, in Germania. Fondata nel 1998, gioca nel campionato tedesco.
Disputa le partite interne nella Rosa-Parks-Schule, che ha una capacità di 1.000 spettatori.